# 700 (число)
700 (Сімсот) — натуральне число між 699 та 701.

## У математиці
- Складене число
- {\displaystyle 700^{2}=490000}
- 700 ділиться на 1, 2, 4, 5, 7, 10, 14, 20, 25, 28, 35, 50, 70, 100, 140, 175, 350
- Сума цифр числа 700 — 7.
- Добуток цифр цього числа — 0.

## Дати
- 700 рік до н.е.
- 700 рік
- 1700 рік